# Storia o leggenda
Storia o leggenda è un LP del complesso musicale italiano Le Orme. Fu inciso nel 1977 a Parigi. Le atmosfere francesi emergono in diverse delle storie raccontate nel 33 giri, ispirato anche al viaggio nella capitale, come dichiarato dagli artisti: sono spesso delineate musicalmente con l'ausilio della fisarmonica; altre volte vengono pronunciate dalla voce di Aldo Tagliapietra poche parole in lingua francese. Un mercato delle pulci a Parigi è il tema del brano strumentale di chiusura che, nell'introduzione, presenta l'uso della marimba, la quale, come altri vari strumenti a percussione idiofoni, caratterizzerà il lavoro di Michi Dei Rossi nell'album a venire.
Il singolo estratto è Se io lavoro, mentre la canzone del retro dà il titolo all'album. La copertina del disco è di Walter Mac Mazzieri, e ricorda quindi da vicino quella dell'LP Uomo di pezza, dello stesso artista.

## Tracce
Testi e musiche di Antonio Pagliuca e Aldo Tagliapietra.
1. Tenerci per mano – 4:40
2. Storia o leggenda – 5:05
3. Il musicista – 4:47
4. Come una giostra – 4:30
5. Se io lavoro – 4:20
6. Un angelo – 4:50
7. Il quadro – 4:10
8. Al mercato delle pulci – 4:05

## Formazione
- Aldo Tagliapietra – basso Fender, voce, arpa indiana
- Tony Pagliuca – organo Hammond, Polymoog, Minimoog, pianoforte, Harmonium, fisarmonica
- Michi Dei Rossi – batteria Pearl, marimba, glockenspiel, percussioni
- Germano Serafin - chitarra elettrica Fender, chitarre acustiche[6]

## Singoli
- Se io lavoro/Storia o leggenda (Philips)